# Manuel Gálvez
Manuel Gálvez (n. 18 iulie 1882 - d. 14 noiembrie 1968) a fost un scriitor, eseist, biograf și istoric argentinian.
Alături de Ricardo Rojas a fost unul din exponenții mișcării Hispanidad de apropiere culturală de Spania.
Romanele sale se caracterizează prin naturalism în maniera lui Émile Zola și au o tematică de actualitate, inspirată din lumea provincială și cea interlopă.
Din punct de vedere politic, a fost partizan al mișcării naționaliste de dreapta.

## Opera
- 1914: Învățătoarea ("La maestra normal")
- 1919: Nacha Regulus
- 1928 - 1929: Scene de război din Paraguay ("Escenas de la guerra del Paraguay")
- 1932 - 1954: Scene din epoca lui Rosas ("Escenas de la época de Rosas").

Gálvez a întemeiat revista Ideas.
1. ↑  Autoritatea BnF, accesat în 10 octombrie 2015
2. ↑  CONOR.SI[*] Verificați valoarea |titlelink= (ajutor)